# Frances Ondiviela
Francisca Ondiviela Otero (Gran Canaria, Islas Canarias, 19 de mayo de 1961), conocida por los nombres artísticos de Frances Ondiviela y Pat Ondiviela, es una actriz española.

## Biografía
En 1980 a los 17 años, se convirtió en Miss España, desde ese momento, donde se hace conocida, viene formando parte del elenco de diferentes producciones de cine, teatro y televisión.
Su primera aparición en escena la tuvo en el cine con la película Jugando con la muerte, producida en 1982. Un año más tarde cambió su nombre al de Pat Ondiviela durante su participación como azafata en el programa concurso Un, dos, tres... responda otra vez realizado en España. En esta etapa de su vida actuó en varios largometrajes, entre ellos Latidos de pánico, El Cid Cabreador y Juana la loca... de vez en cuando. 
A mediados de los 80 viaja a México, país donde estudia teatro, dicción, voz y radio.
En 1986 debuta en la producción de Carmen Armendáriz, La hora marcada como la mujer de negro, más tarde conduce programas musicales y tiene su primera participación en la telenovela  El pecado de Oyuki (1988-1989). 
En 1989 cuando participa en la telenovela Simplemente María, posteriormente actúa en Alcanzar una Estrella y en 1991 en La pícara soñadora
En 1992 actúa en El abuelo y yo, en 1993 se integra al elenco de Entre la vida y la muerte. En 1994 interpreta a Brenda en Marimar. En 1996 realizó una participación antagónica en Luz Clarita como Barbára.
En 2002 interpreta a María Julia Rodríguez en la telenovela Gata salvaje.
A mediados del 2003 regresa a México para hacer una actuación especial en la telenovela Amor real con la productora Carla Estrada y varios programas unitarios. En 2004 entra en la segunda parte de Mujer de madera. Graba en el 2005 la telenovela Contra viento y marea; con Silvia Pinal trabaja en el programa Mujer, casos de la vida real para que interprete Muñeca de cristal, por su actuación en esta serie fue merecedora del premio Bravo como mejor actriz femenina en el 2006.
En 2007 formó parte de la producción Acorralada, interpretando a Octavia Irazábal.
En 2007 interpretó a Teresa en Tormenta en el paraíso, producción de Juan Osorio. Por este personaje recibió el premio Gráfica de Oro como mejor actriz y una nominación dentro de la categoría de Mejor actriz coestelar en los Premios TVyNovelas 2009, Premio a la Excelencia Universal por Tormenta en el paraíso como mejor actriz y Trayectoria artística.
Entre otras actuaciones están los diferentes papeles representados en la miniserie Mujer, casos de la vida real. Por su actuación en esta serie fue merecedora del premio Bravo como mejor actriz femenina en el 2006. 
Entre la gran variedad de premios que ha recibido está el Premio Nacional de la Mujer entregado por la Cámara Nacional de la Mujer por su trayectoria artística el cual recibió en el 2009.
En 2009 da vida al personaje de Rosaura Suárez en la telenovela de Emilio Larrosa Hasta que el dinero nos separe.
En 2010 regresa a Miami para trabajar en la coproducción de Univision y Venevisión llamada Eva Luna.
En 2012 regresa a México bajo la producción de Ignacio Sada Madero en la telenovela Un refugio para el amor en el personaje de Julieta July Vda. de Villavicencio y en el mismo año participó en la telenovela Rosario  interpretando a Teresa Martínez.
En 2013 participa en la telenovela de Telemundo llamada'. Santa diabla.
En 2014 participa en la telenovela Voltea pa'que te enamores.

## Miss España
Con el nombre de Paquita Ondiviela, fue coronada Miss España en el año 1980. Participó representando a España en los certámenes internacionales Miss Mundo, Miss Universo y Miss Internacional.

## Carrera en el cine
En 1982 debutó en el cine con José Antonio de la Loma, en la película Jugando con la muerte.
Ha participado en varios largometrajes: Latidos de pánico, Juana la loca... de vez en cuando, J.R. contraataca y El Cid Cabreador.

## Vida personal
Frances tiene dos hijos, de nombre Natalia (nacida en 1988) y Emiliano (nacido en 1995), ambos nacidos en México.

## Trayectoria

### Telenovelas
| Teleseries | Teleseries                     | Teleseries                                   |
| Año        | Teleserie                      | Rol                                          |
| ---------- | ------------------------------ | -------------------------------------------- |
| 1986       | Hora marcada                   | La mujer de negro                            |
| 1988       | El pecado de Oyuki             | Secretaria                                   |
| 1989       | Simplemente María              | Natalia Preciado                             |
| 1990       | Alcanzar una estrella          | Lola                                         |
| 1991       | La pícara soñadora             | Detective Altavaz                            |
| 1992       | El abuelo y yo                 | Fernanda Irigoyen de Díaz-Uribe              |
| 1992       | Carrusel de las Américas       | Sofía                                        |
| 1993       | Entre la vida y la muerte      | Ivonne del Castillo                          |
| 1994       | Marimar                        | Brenda Icaza                                 |
| 1995       | Bajo un mismo rostro           | Melissa Papandreu                            |
| 1996       | María la del barrio            | Cecilia                                      |
| 1996-1997  | Luz Clarita                    | Bárbara, Vda. de Lomelí                      |
| 1997       | Salud, dinero y amor           | Adriana Rivas Cacho                          |
| 1999       | Alma rebelde                   | Isabela                                      |
| 2000       | Siempre te amaré               | Violeta Arismendi de Garay                   |
| 2002-2003  | Gata salvaje                   | María Julia Rodríguez                        |
| 2003       | Amor real                      | Marie De la Roquette                         |
| 2004       | Mujer de madera                | Georgina Barrenechea                         |
| 2005       | Contra viento y marea          | Licenciada Mendoza                           |
| 2005       | La madrastra                   | Manina                                       |
| 2006       | La fea más bella               | Diana Medina                                 |
| 2007       | Acorralada                     | Octavia Alarcón de Irazabal / Alicia         |
| 2007-2008  | Tormenta en el paraíso         | María Teresa de Bravo                        |
| 2009       | Hasta que el dinero nos separe | Rosaura Suárez de la Grana "La casada"       |
| 2010       | Eva Luna                       | Deborah Aldana                               |
| 2012       | Un refugio para el amor        | Julieta "July" Williams Vda de Villavicencio |
| 2012       | Rosario                        | Teresa Martínez                              |
| 2013       | Santa diabla                   | Victoria Colleti                             |
| 2014       | Voltea pa' que te enamores     | Pilar Amezcua                                |
| 2018-2019  | Las Buchonas                   | Magnolia                                     |
| 2019-2020  | Médicos, línea de vida         | Aurora                                       |
| 2021       | Diseñando tu amor              | Yolanda Platas                               |

### Programas Unitarios
- Cero en conducta - Paloma Palomera Palomares (1999)
- Desmadruga2 - Ella misma (2008/2011)
- Noche de perros - Ella misma (2012)

### Cine
- Perfume, efecto inmediato (1994)
- El Cid Cabreador (1983)
- Juana la Loca... de vez en cuando (1983)
- J.R. contraataca (1983)
- Latidos de pánico (Panic Beats) (1983)
- Jugando con la muerte (1982)

## Premios y reconocimientos

### Premios TVyNovelas
| Año  | Categoría              | Telenovela             | Resultado |
| ---- | ---------------------- | ---------------------- | --------- |
| 2009 | Mejor actriz coestelar | Tormenta en el paraíso | Nominada  |

### Special Beauty Awards
| Año  | Categoría                | Telenovela   | Resultado |
| ---- | ------------------------ | ------------ | --------- |
| 2013 | Belleza de la televisión | Santa diabla | Ganadora  |

### Miami Life Awards
| Año  | Categoría               | Telenovela   | Resultado |
| ---- | ----------------------- | ------------ | --------- |
| 2014 | Mejor actriz de reparto | Santa diabla | Nominada  |

### Premios Tu Mundo
| Año  | Categoría               | Telenovela   | Resultado |
| ---- | ----------------------- | ------------ | --------- |
| 2014 | Mejor actriz de reparto | Santa diabla | Nominada  |

### Otros
- 2011: Revista Qué.. México. Reconocimiento por su excelencia y trayectoria artística.
- 2009: Gráfica de Oro como mejor actriz por Tormenta en el paraíso.
- 2009: Premio Nacional de la mujer, - A.C - por trayectoria artística.
- 2008: Premio a la Excelencia universal por trayectoria internacional artística, entregado por el señor Enrique Castillo Pesado.
- 2006: Premio Bravo como Actuación femenina por Mujer, casos de la vida real.